# Invasión de Trinidad (1797)
La Invasión de Trinidad fue una acción militar ejecutada por fuerzas británicas a principios de 1797, efectuada como consecuencia de la firma del tratado de San Ildefonso en 1796 por los gobiernos de España y Francia y en virtud del cual ambas naciones pasaron a ser aliadas, convirtiendo a España automáticamente en enemiga de la Gran Bretaña. En represalia, este último país envió una flota al Caribe con la intención de invadir las islas de Trinidad y Puerto Rico, consiguiendo la rendición de la primera, pero siendo repelidos en la segunda.

## Antecedentes
A finales del siglo XVIII la Provincia de Trinidad, entonces parte de la Capitanía General de Venezuela, era una colonia muy próspera debido a su producción de azúcar de caña. Su población había pasado de 3000 a 16 000 personas en 1796. La inestabilidad en la zona debida a las guerras entre franceses y británicos junto a las leyes borbónicas de libertad de comercio, hicieron que muchos extranjeros buscasen refugio en la misma en particular colonos de las Antillas Francesas. Este hecho, unido a la gran cantidad de negros y mulatos libertos de la isla, provocó disturbios y tensiones, por lo que su gobernador, el almirante de la Armada José María Chacón y Sánchez de Soto informó a la Corte de esta situación, comunicando que la riqueza de la isla podía atraer a los británicos, poniendo sobre aviso al Capitán General en Caracas y al almirantazgo de La Habana.

## Desarrollo de las operaciones

### La llegada de los británicos a la isla
El 16 de febrero de 1797 en las Bocas del Dragón se avistó una escuadra británica de nueve navíos, tres fragatas, cinco corbetas y bergantines y varios buques de transporte. La mandaba el almirante Henry Harvey a bordo del HMS Prince of Wales y transportaba 6750 soldados, 35 cañones y 11 morteros. Los británicos entran al golfo de Paria y fondean al anochecer a poca distancia del puerto de Chaguaramas. En un consejo de Guerra extraordinario el teniente general Sir Ralph Abercromby o Abercrombie proyecta desembarcar a la mañana siguiente.
Los voluntarios reclutados en Puerto España para reforzar a las tropas regladas desertaron en masa llevándose consigo las armas que se les habían confiado y los cerca de 3000 hombres con que se esperaba poder dar la batalla se vieron reducidos a poco más de 500 y esto gracias a que los enfermos menos graves se reincorporaron a filas de forma voluntaria a la primera indicación de sus oficiales.

### La rendición
El contralmirante Sebastian Ruiz de Apodaca reunió a sus comandantes, y decidieron que, en las condiciones que se encontraban, era imposible enfrentarse a los británicos. Por ello, para evitar el apresamiento de las naves ancladas en la bahía de Chaguaramas, deciden quemarlas, y dirigirse por tierra para reforzar las defensas de Puerto España. Se procedió por tanto a incendiar los barcos, se abandonó la isla Gaspar Grande después de haber clavado la artillería, inutilizándola, y se dirigieron por tierra a Puerto España.
Los británicos, a la vista del fuego en los barcos, envían sus chalupas para intentar rescatarlos. Consiguen así salvar y apresar el San Dámaso y el bergantín Galgo. A continuación los infantes de marina desembarcan y avanzan hacia Puerto España, tomando las alturas próximas sin oposición.
El Gobernador Chacón, viendo que solo contaba con 190 soldados, muchos de ellos enfermos de fiebre amarilla, y con poca munición, y que la población indígena y extranjera de Puerto España se niega a participar en la defensa de la ciudad, por miedo a que resulten dañados sus bienes, acepta la capitulación honrosa que le ofrece Abercromby, entregando la isla a los británicos el 17 de febrero de 1797. En esta operación el ejército británico tuvo siete muertos, y el español un herido.
Las primeras noticias de tan triste suceso fueron conocidas por las autoridades españolas en Cumaná el mismo día 17 de febrero a través de tres marineros de la fragata Santa Cecilia que habían podido escapar de la isla de Trinidad en la falua del propio jefe de escuadra el almirante Sebastián Apodaca.

### Siguen los británicos contra Puerto Rico
Vista la facilidad con que habían tomado la isla de Trinidad, la armada británica decidió probar suerte en Puerto Rico, y el 17 de abril de 1797 se presentaron 60 velas ante la isla. Eran cinco navíos de línea, dos fragatas, seis corbetas, ocho goletas y, el resto, transportes de tropas. Pero esta vez los españoles resistieron y los británicos tuvieron que retirarse.

## Consecuencias
A favor de los habitantes de Trinidad, la capitulación estipulaba la conservación de sus bienes, continuar aplicando las leyes españolas por varios años y el libre ejercicio de su religión. Se mantuvo como capital de Trinidad a Puerto España.
Los mandos españoles de mar y tierra fueron sometidos a consejo de guerra al llegar a Cádiz. El 26 de junio de 1798, la corte marcial les consideró inocentes de toda culpa, debido a la superioridad británica y a la falta de pertrechos y municiones, justificando así su proceder. El 20 de mayo de 1801 el Rey Carlos IV no admitió tal sentencia, y ordenó que fueran desposeídos de sus cargos, sin posibilidad de recurso alguno. José María Chacón fue desterrado y murió en el transcurso de su exilio en Portugal cuando se revisaba la causa. El 7 de junio de 1809, la Junta Central rehabilitó a Apodaca, nombrándole Jefe de Escuadra de la Real Armada.

## Tratado de Amiens
El Tratado de Amiens (Francia) fue firmado el 27 de marzo de 1802 por José Bonaparte representando a Francia, José Nicolás Azara Consejero de Estado de España en nombre del rey Carlos IV, Charles Cornwallis en nombre del rey Jorge III del Reino Unido y Roger Jean Schimmelpennick por la República de Batavia.
España cede la isla de Trinidad y recupera la isla de Menorca (archipiélago de las Baleares) el 16 de junio de 1802 en poder británico desde 1798. El Tratado de Amiens o Paz de Amiens, puso fin a la guerra entre Gran Bretaña por una parte y Francia con sus aliados España y la República de Bátava por la otra. Como gobernador de Trinidad el rey Jorge III designó a Sir Thomas Picton. Desde entonces la isla se convertiría en foco de subversión contra el poder español; importante fue el apoyo brindado al Precursor Francisco de Miranda luego de la fallida expedición sobre Ocumare de la Costa el 28 de abril de 1806, como también por el asilo ofrecido en 1797 al Protomártir Manuel Gual, quien fue envenenado en San José de Oruña el 25 de octubre de 1800.